# Dani Rodrik
Dani Rodrik (sinh ngày 14 tháng 4 năm 1957) là một kinh tế gia người Thổ Nhĩ Kỳ và giáo sư quỹ Ford về kinh tế chính trị quốc tế tại trường John F. Kennedy về quản trị chính quyền thuộc đại học Harvard. Trước đó ông ta đã là giáo sư Albert O. Hirschman về khoa học xã hội tại Viện Nghiên cứu Cao cấp Princeton ở Princeton, New Jersey. Ông cũng đã cho xuất bản nhiều sách và bài nghiên cứu về các lãnh vực kinh tế quốc tế, phát triển kinh tế, và kinh tế chính trị. Câu hỏi về chính sách kinh tế nào thì tốt và tại sao một vài chính phủ lại thành công hơn các chính phủ khác khi cùng áp dụng chính sách đó là đề tài chính trong các cuộc nghiên cứu của ông ta.

## Tiểu sử
Dani Rodrik xuất thân từ một gia đình gốc Do thái. Sau khi tốt nghiệp từ Robert College ở Istanbul, ông theo học tại đại học Harvard và lấy bằng cử nhân với điểm tối ưu. Sau đó, ông lấy bằng tiến sĩ tại Princeton University.
Rodrik chỉ trích việc đặt nặng chủ nghĩa tự do kinh tế. Trong lúc thương mãi quốc tế nhờ đó mở rộng và phát triển, những biện pháp căn bản của việc tự do thương mãi không đảm bảo sẽ đưa tới thành công và có thể làm cản trở những chính sách phát triển kinh tế một cách hiệu quả.